# Partit dels Grangers i la Classe Mitjana
El Partit dels Grangers i la Classe Mitjana (en francès: Parti des Agriculteurs et des Classes Moyennes, PACM) fou un partit polític a Luxemburg dirigit per Eugène Hoffmann.
Hoffmann havia dirigit prèviament el Partit Independent de la Dreta, que va guanyar un escó a les eleccions legislatives luxemburgueses de 1925. El PACM va rebre 6.9% dels vots a les eleccions de 1931, guanyant dos escons. No es va presentar a les eleccions parcials de 1934, conservant els dos escons. Tanmateix, els va perdre en les eleccions de 1937 quan la seva quota de vot va caure a 2.6%.